# Joseph-Arthur Godin
Pour les articles homonymes, voir Godin.
Joseph-Arthur Godin (1879 - 1949) était un architecte et un entrepreneur montréalais.
Architecte à 19 ans il reçut sa formation de Max Doumic de l’École des beaux-arts de Paris. Il mena seul sa carrière et s'associa brièvement avec Albert Mesnard. 
Il se démarque par l'utilisation du béton.

## Réalisations
- L'Hôtel 10[3]
- École Nouvelle-Querbes
- La Tulipe
- L'église Saint-Édouard à Montréal (soubassement[4])
- le 1714, rue Saint-Denis
- le 330, rue Christin[5]

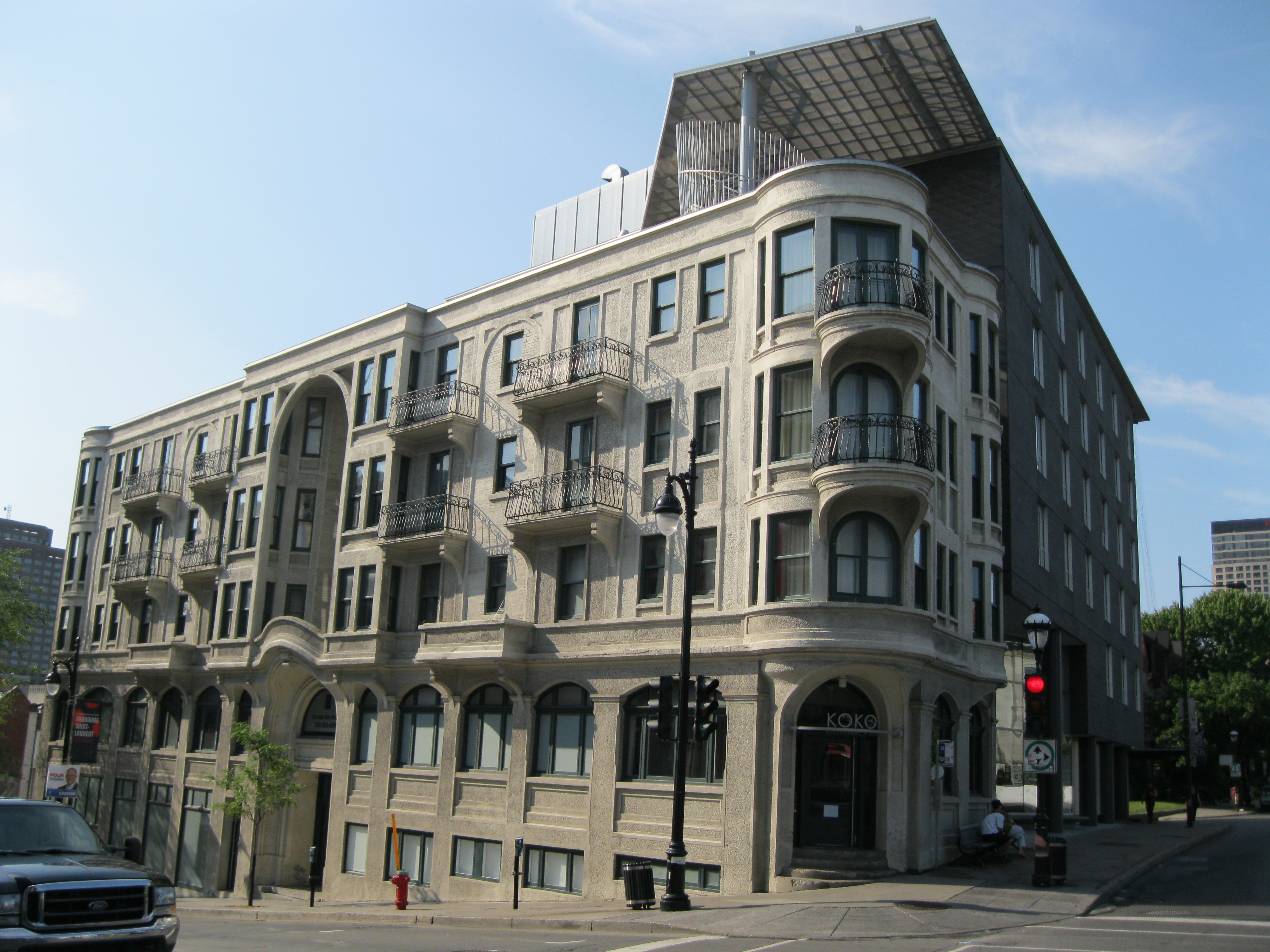
Édifice Joseph-Arthur-Godin intégré à l'hôtel 10
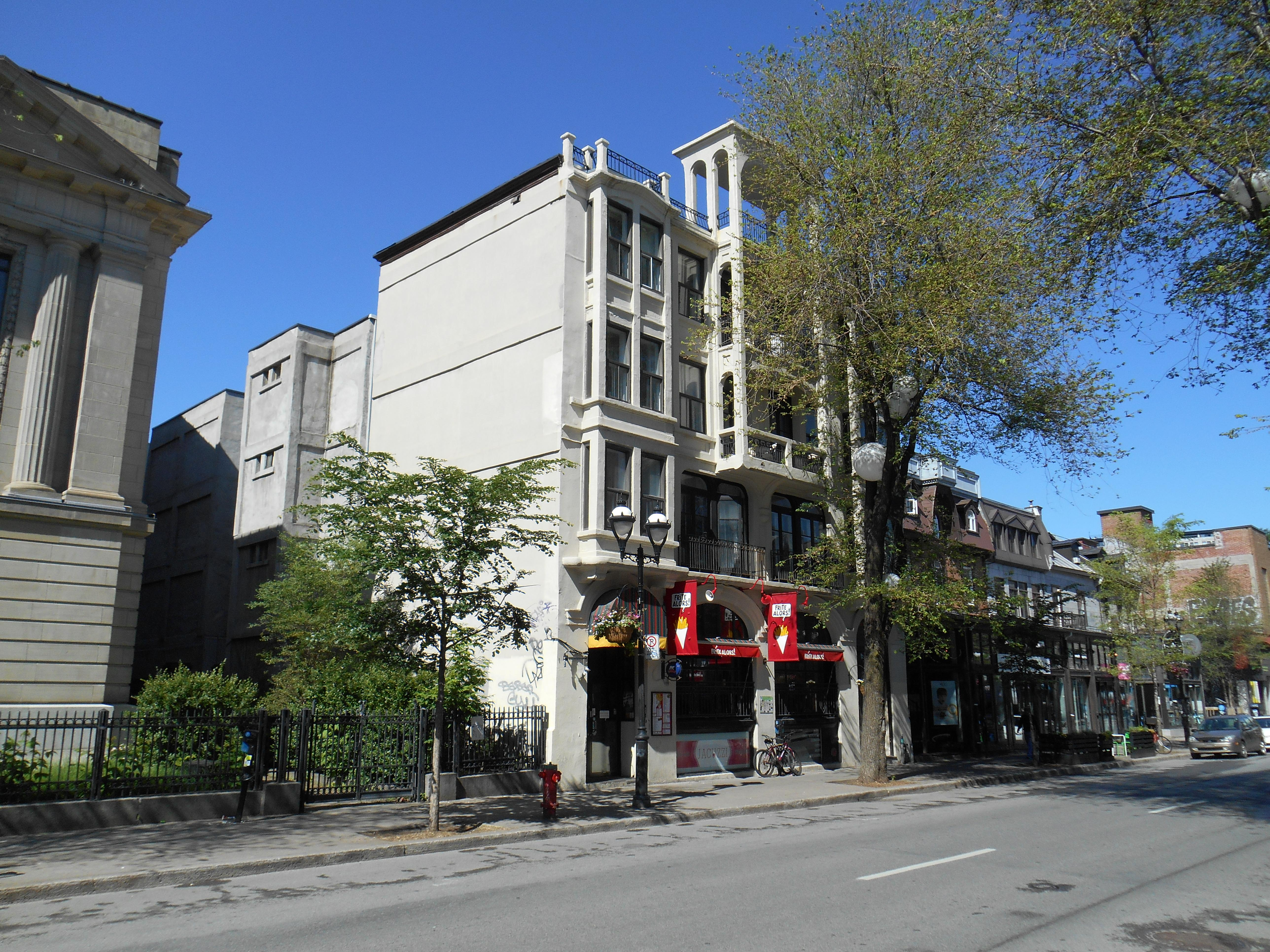
Appartements Saint-Jacques 1714, rue Saint-Denis